# Avro 642
Die Avro 642 war ein Passagierflugzeug des britischen Herstellers Avro, das in einer zweimotorigen und einer viermotorigen Variante gebaut wurde.

## Geschichte
Die Avro 642 war eine Weiterentwicklung der Baureihen Avro 618, Avro 619 und Avro 624 und wegen ihrer Transportkapazität von zwei Besatzungsmitgliedern und 16 Passagieren ursprünglich als Avro 642 Eighteen (englisch: Achtzehn) bekannt.
Zunächst erschien die zweimotorige Variante mit der Bezeichnung Avro 642/2m. Verwendet wurden für diese Maschine die Tragflügel des Hochdeckers Avro 618 Ten. Er wurde bei der 642 jedoch nach unten versetzt, somit ergab sich bei der 642 eine Schulterdecker-Auslegung. Als Triebwerke wurden zwei Doppelsternmotoren Armstrong Siddeley Jaguar VID verwendet.
Bei der Gestaltung der Front war man bei Avro zunächst neue Wege gegangen und hatte das Cockpit halbrund ausgeformt. Da die Front jedoch aufgrund eines Sturmschadens beschädigt worden war, wurde es danach in konventioneller Stufenform neu aufgebaut – wahrscheinlich hielt man bei Avro die Akzeptanz bei der potenziellen Kundschaft für die Formgebung, die zur damaligen Zeit außergewöhnlich war, zu gering.
Der Prototyp mit dem Kennzeichen G-ACFV hatte im Januar 1934 seinen Erstflug und wurde im April 1934 an die Midland and Scottish Air Ferries Ltd. in Renfrew ausgeliefert. Dort flog die Maschine unter der Bezeichnung Marchioness of Londonderry.
Am 9. Dezember 1934 wurde eine mit vier 7-Zylinder-Sternmotoren Armstrong Siddeley Lynx IVC ausgestattete Variante Avro 642/4m an die indische Luftwaffe ausgeliefert, die dort eine Avro Ten als persönliche Maschine des Vizekönigs Lord Willingdon ersetzen sollte.
Im Gegensatz zur 642/2m war diese Maschine, genannt Star of India (englisch: Stern von Indien) mit einer speziellen Inneneinrichtung für sieben Personen ausgestattet, hatte durchgehende Fenster im Kabinenbereich statt der bei der 642/2m verwendeten Bullaugen und eine separate Tür für die Besatzung.
Außer diesen beiden Maschinen wurden keine weiteren 642 gebaut. Die 642/2m wurde verkauft, als ihr ursprünglicher Eigentümer den Flugbetrieb einstellte, und in den Jahren 1935 und 1936 zum Zeitungstransport verwendet, ab Ende 1936 in Neuguinea zunächst als Postflugzeug, später als Passagiermaschine bei Mandated Airlines. Am 11. März 1942 wurde die Maschine durch japanische Besatzungstruppen zerstört. Die Star of India flog bis 1940, bis bei einem Unfall auf dem Rollfeld die Tragfläche beschädigt wurde. Kurze Zeit später wurde der gesamte Tragflügel durch Ameisen zerstört.

## Projekt Avro 655
Bei Avro wurde im November 1933 damit begonnen, einen Bomber mit 14-Zylinder-Doppelsternmotoren Armstrong Siddeley Jaguar VIA auf Basis der zweimotorigen 642 zu entwickeln. Avro-intern erhielt das Projekt die Bezeichnung Avro 655. Die Planungen kamen aber über das Zeichnungsstadium nicht hinaus.

## Technische Daten
| Avro 642/2m (Daten der 642/4m, sofern abweichend, in Klammern) | |
| Kenngröße                                                      | Daten |
| Länge                                                          | 16,61 m Ursprungsausführung mit abgerundeter Nase: 16,76 m |
| Höhe                                                           | 3,51 m |
| Flügelspannweite                                               | 21,72 m |
| Flügelfläche                                                   | 69,60 m² |
| Leergewicht                                                    | 3.338 kg (3.960 kg) |
| Max. Fluggewicht vollgetankt                                   | 5.352 kg (5.557 kg) |
| Antrieb                                                        | zwei 14-Zylinder-Doppelsternmotoren Armstrong Siddeley Jaguar VID (jeweils 336 kW/456 PS) vier 7-Zylinder-Sternmotoren Armstrong Siddeley Lynx IVC (jeweils 160 kW/218 PS) |
| Höchstgeschwindigkeit                                          | 251 km/h (241 km/h) |
| Reisegeschwindigkeit                                           | 201 km/h (209 km/h) |
| Steigleistung                                                  | 296 m/s (229 m/s) |
| Dienstgipfelhöhe                                               | 5.335 m (4.572 m) |
| Reichweite                                                     | 965 km (900 km) |
| Besatzung                                                      | 2 |
| Passagiere                                                     | 16 |